# Calle San José M. Escrivá
El paseo San Josemaría Escrivá de Balaguer es un paseo del casco histórico de Zaragoza, situado en el distrito centro. Mide aproximadamente 400 metros de longitud. El paseo San Josemaría Escrivá de Balaguer fue inaugurado en 2009, siendo anteriormente el conocido Paseo a Nivel de las Delicias. En 2001 comenzó su reconstrucción, y en 2009 se le puso este nombre, teniendo muchas dudas en la decisión de éste, puesto que está dedicado al fundador del Opus Dei, organización católica nacida en 1928 en España, que promueve la vida cristiana en las tareas ordinarias y seculares del mundo. Es el santo de lo ordinario o de la vida ordinaria canonizado por el papa Juan Pablo II.
El paseo San Josemaría Escrivá de Balaguer, de la ciudad de Zaragoza, es un paseo poco transitado. Éste limita con la calle José Anselmo Clavé, y la plaza de la Ciudadanía. 
Hay conocidas calles cerca del paseo que son: calle Fuenterrabía, avenida Soria, o la calle de los Diputados. Este paseo fue inaugurado anteriormente Paseo a Nivel. Este paseo/avenida se inauguró aproximadamente en el año 1950 con la antigua función, y en el año 2009, con la nueva.
- Datos: Q11076359